# Caloptilia dubatolovi
Caloptilia dubatolovi là một loài bướm đêm thuộc họ Gracillariidae. Nó được tìm thấy ở và vùng Viễn Đông Nga.